# Політично значуща особа
Політи́чно значу́ща осо́ба, або PEP (англ. politically exposed person) — термін у фінансовому регулюванні на позначення осіб, наділених дуже важливими державними функціями, в силу чого вони становлять вищий ризик потенційної причетності до таких фінансових злочинів, як хабарництво, відмивання грошей, корупція і незаконне збагачення через свою посаду та вплив, який вони можуть мати.
Поняття поширюється і на родичів (членів сім'ї) чи будь-яку близьку особу, про яку відомо громадськості або фінансовій установі, що та пов'язана з таким високопосадовцем в особистому чи професійному плані.:18

## Історія
Термін «політично значуща особа» з'явився наприкінці 1990-х років, у так званій «справі Абачі». Сані Абача був нігерійським диктатором, який разом із членами своєї сім'ї та соратниками протягом кількох років організовував масштабну систематичну крадіжку активів Центрального банку Нігерії. Вважається, що було викрадено кілька мільярдів доларів, які було переказано на банківські рахунки у Великобританії та Швейцарії. У 2001 році уряд Нігерії, який прийшов на зміну режиму Абачі, спробував повернути ці гроші. Він звернувся зі скаргами до кількох європейських відомств, у тому числі до Федерального управління поліції Швейцарії, яке провело розслідування у близько 60 швейцарських банках. У ході цього розслідування з'явилося поняття «політично значуща особа», навколо якого в грудні 2000 року ООН організувала комітет, що врешті-решт призвело до ухвалення в жовтні 2003 року резолюції Конвенції ООН проти корупції, яка набула чинності в грудні 2005 року, з постійними щорічними оглядами імплементації та повернення активів. У 2004 році вона стала законом Європейського Союзу.

## Означення від ФАТФ
Хоча загальноприйнятого означення PEP немає, багато країн у своїх визначеннях спираються на означення, сформульоване Міжнародною групою з протидії відмиванню брудних грошей (ФАТФ). Остання являє собою міжнародний орган при Організації економічного співробітництва та розвитку, заснований 1989 року з ініціативи G7, який встановлює стандарти та сприяє впровадженню заходів проти відмивання грошей, фінансування тероризму та фінансування розповсюдження зброї масового знищення задля збереження цілісності глобальної фінансової системи.:2
У лютому 2012 року FATF переглянула визначення від 2003 року, оновивши його до такого вигляду::123
- Іноземні PEP: особи, яким іноземна держава доручила чи доручала визначні державні повноваження, як-от глави держави або голови уряду, високопоставлені політики, державні, судові чи військові високопосадовці, вищі керівники державних корпорацій, важливі партійні функціонери.
- Вітчизняні PEP: особи, яким доручили чи доручали визначні державні функції в країні, наприклад, глави держави чи голови уряду, високопоставлені політики, депутати парламенту, державні, судові чи військові високопосадовці, вищі керівники державних корпорацій, важливі партійні функціонери.
- Особи, яким державне підприємство або міжнародна організація доручили чи доручали визначні функції, під чим маються на увазі члени вищого керівництва, тобто директори, заступники директорів і члени правлінь або рівносильні посади.